# 氟烷
氟烷（INN:halothane）以商品名稱Fluothane於市場上銷售，是一種全身麻醉藥，可用於誘導以及維持個體於麻醉狀態。此藥物的優點之一是不會增加唾液分泌，這種特性對於難以插管的患者尤其有用。
氟烷是通過吸入方式給藥。
使用氟烷的副作用有心律不整、呼吸抑制和肝毒性。有惡性高熱家族史的個體不應使用氟烷，此與所有揮發性麻醉藥的作用相似。它似乎對有紫質症的個體使用無安全顧慮。目前尚無充分的數據確定個體於懷孕期間使用是否會對胎兒有害，且一般不建議在剖腹產手術中使用此麻醉方式。氟烷是一種手性分子，以消旋混合物的形式使用。
氟烷於1951年由在英國帝國化學工業服務的化學家發現，於1958年在美國取得核准用作醫療用途。它已列入世界衛生組織基本藥物標準清單之中。
氟烷是溫室氣體，會導致臭氧層破壞。此麻醉藥在已開發國家中已被較新的麻醉藥如七氟醚取代。也不在美國市場上販售。

## 醫學用途

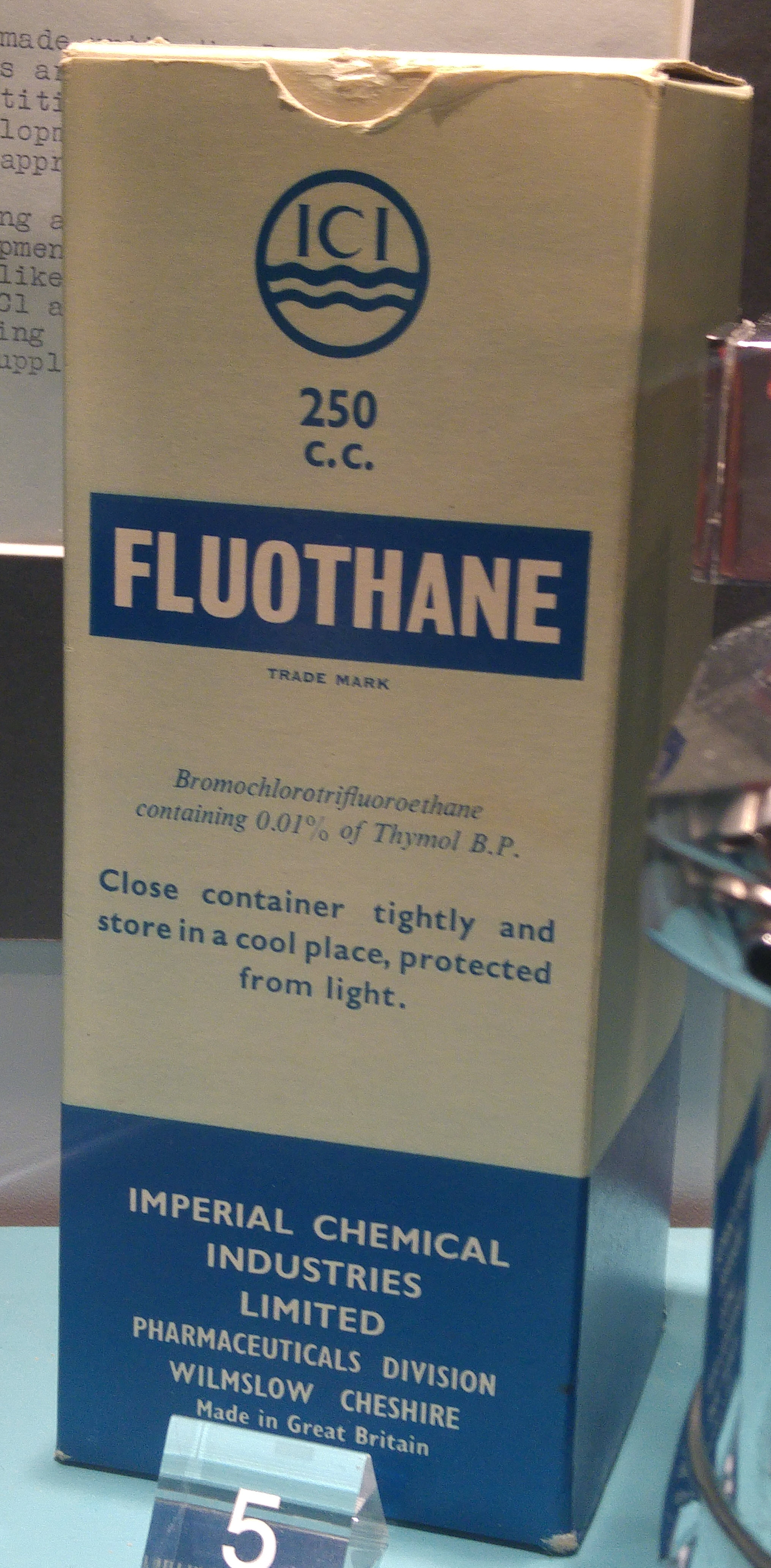
Fluothane品牌"氟烷"的包裝盒。

- 氟烷是一種強效麻醉藥，最低肺泡濃度（英语：Minimum alveolar concentration）（MAC）為0.74%（MAC是一種麻醉藥物在肺泡內的濃度，通常以體積百分比表示。有50%的受試者在MAC濃度時，對手術（疼痛）刺激無運動反應（即不動）。MAC用於比較麻醉藥物的強度或效力。）[13]。
- 其血液/氣體分配係數（英语：Blood–gas partition coefficient）為2.4，是一種誘導麻醉和恢復時間適中的藥物[14]。
- 氟烷的鎮痛效果不佳，肌肉鬆弛作用屬中等程度[15]。

氟烷在麻醉機上的顏色標示為紅色（用於易辨識，及作安全警示作用）。

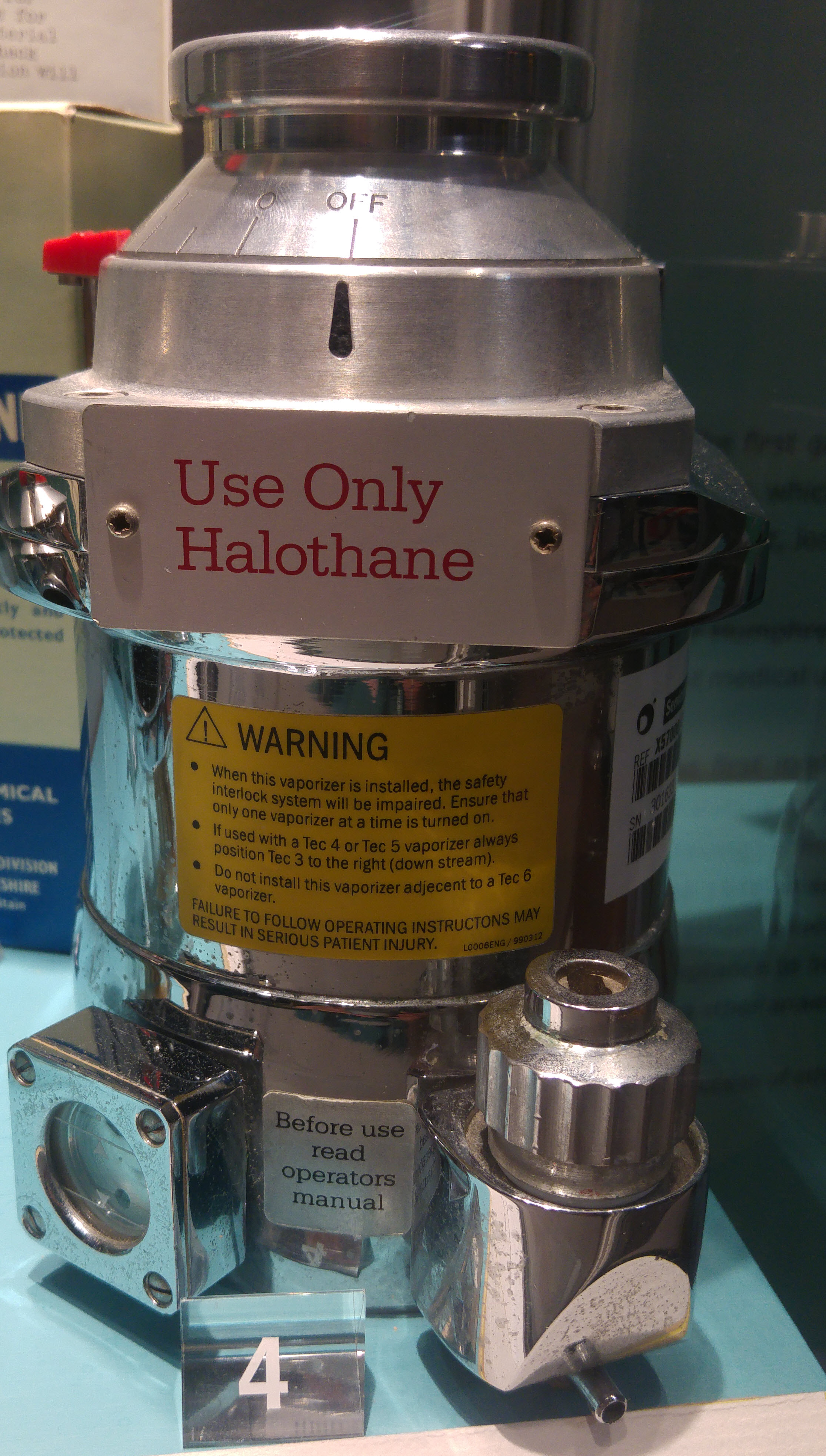
將氟烷氣化的儀器。

## 副作用
使用氟烷的副作用有心律不整、呼吸抑制和肝毒性。對於紫斑症患者似乎屬於安全。目前尚不清楚在懷孕期間的個體使用後是否會對胎兒有害，且一般不建議在剖腹生產手術中使用。成人反覆接觸氟烷，罕見的有嚴重的肝損傷案例，發生率約為萬分之一。由此產生的症候群稱為氟烷性肝炎，為一種免疫過敏性現象，發生原因是由氟烷在肝臟中經氧化反應，代謝成三氟乙酸所致。吸入的氟烷中大約有20%由肝臟代謝，代謝產物經尿液排出體外。
罹患肝炎綜合症的死亡率為30%至70%之間。對於氟氯會導致肝炎的擔憂導致在成人患者中的使用大幅減少，並在1980年代被恩氟醚和地氟醚取代。迄2005年，最常用的揮發性麻醉藥是異氟醚、七氟醚和地氟醚。由於兒童發生氟烷性肝炎的風險遠低於成人，加上此藥物特別適於吸入誘導麻醉，因此在1990年代仍繼續在小兒科醫療中使用。然而到2000年，由於七氟醚的效果更佳，在小兒科的應用方面大部分已將氟烷取代。
氟烷會讓心臟對某些刺激物質（如兒茶酚胺）變得過於敏感，而易引發心律不整，甚至危及生命，當個體體內二氧化碳過多時，這種風險會更高。在牙科手術中，此情況尤需注意。
氟烷是惡性高熱的強效誘發因素，與所有強效吸入性麻醉藥相似。  
氟烷與其他強效吸入性藥劑類似，會讓子宮平滑肌鬆弛，可能會增加分娩或終止妊娠（人工流產）期間的出血量。

### 職業安全
醫療人員在工作中可能因吸入廢氣、皮膚黏膜接觸或誤食等途徑暴露於氟烷。美國國立職業安全與健康研究所（NIOSH）建議工作場所空氣中氟烷的60分鐘時間加權平均值不應超過2ppm(百萬分之一，16.2微克/立方公尺)。

## 藥理學
全身麻醉劑的作用機制尚未完全闡明。氟烷可激活GABAA受體和甘氨酸受體。它還是NMDA受體拮抗劑，會抑制菸鹼型乙醯膽鹼受體（nACh）和電壓門控鈉通道，並激活5-HT3受體和雙孔鉀通道。它不影響AMPA受體或Kainate受體。

## 化學和物理性質
氟烷（2-溴-2-氯-1,1,1-三氟乙烷）是一種高密度、高揮發性、透明、無色及不易燃的液體，具有類似氯仿的甜味。它可微溶於水，而會與各種有機溶劑混溶。氟烷經光和熱作用可分解成氟化氫、氯化氫和溴化氫。
| 沸點:              | 50.2 °C              | (在101.325千帕時) |
| 密度:              | 1.871克/立方公分     | (在20 °C時)       |
| 分子量:            | 197.4道爾頓 (單位)   |                   |
| 蒸氣壓:            | 244毫米汞柱 (32千帕) | (在20 °C時)       |
|                    | 288毫米汞柱 (38千帕) | (在24 °C時)       |
| 最低肺泡濃度:      | 0.75                 | vol %             |
| 血液/氣體分配係數: | 2.3                  |                   |
| 油氣分配係數:      | 224                  |                   |

化學上，氟烷是一種鹵烷（而不像許多其他麻醉劑一般屬於醚類）。

## 合成
氟烷的工業合成過程是將三氯乙烯作為起始物質，在三氯化銻催化下，與氟化氫在130°C的條件下反應，生成2-氯-1,1,1-三氟乙烷，接著將得到的2-氯-1,1,1-三氟乙烷在450°C的高溫下與溴進行反應，最終得到氟烷。。

氟烷合成過程。

## 相關物質
科學家們為減少麻醉藥對肝臟的負擔，致力尋找分解較慢的麻醉藥。其中，氟烷、恩氟烷和異氟烷等鹵烷類藥物因其較低的肝臟代謝率而成為研究的重點。這些藥物在肝臟中的代謝較慢，降低對肝臟的損傷風險。其中異氟烷的代謝幾乎可忽略不計，造成肝損傷的報告也極為罕見。雖然恩氟烷的代謝產物較少，但其肝毒性潛能仍存在爭議。值得注意的是氟烷和異氟烷的代謝產物 - 三氟乙酸 - 可能導致患者對這些藥物產生交叉敏感性。
現代麻醉藥的主要優勢是其血液溶解度較低，麻醉的誘導和恢復速度因而可更快。

## 歷史

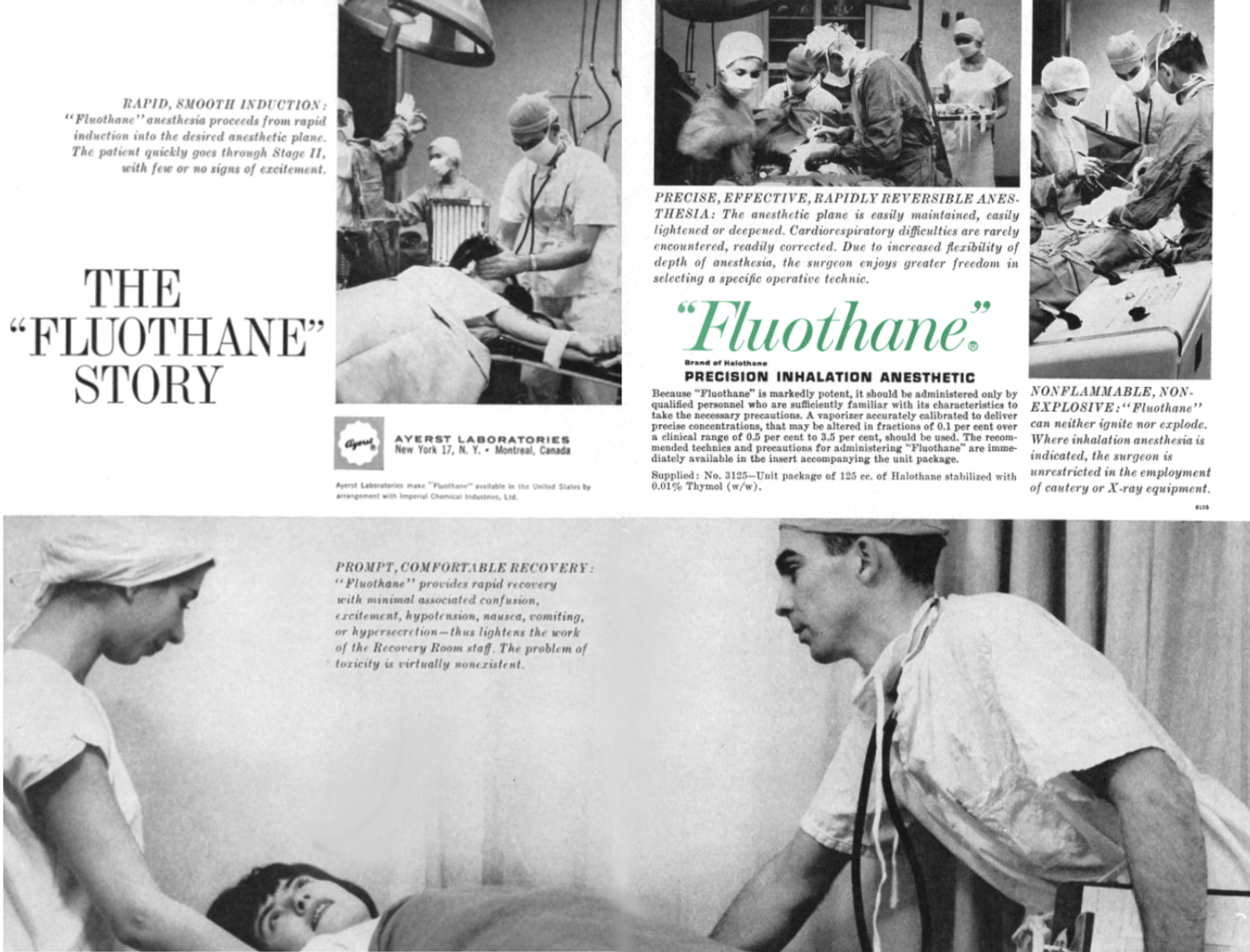
1961-1962年間刊登於多家美國醫學期刊，有關"氟烷"的廣告。

氟烷於1951年由在英國帝國化學工業公司工作的化學家C. W. Suckling在威德尼斯實驗室成功合成，並於1956年在曼徹斯特由M. Johnstone首次臨床使用。許多藥理學家和麻醉師最初對這種新藥的安全性及有效性存有疑慮。然而氟烷的臨床應用推動專業化發展，同時也為英國新成立的國民保健署（NHS）提供良好的技術支持。麻醉師在氟烷的使用中扮演不可或缺的角色，進一步凸顯麻醉學在現代醫療體系中的重要性。氟烷最終因為是一種不易燃的全身麻醉藥，而取代其他揮發性麻醉藥（如三氯乙烯、乙醚和環丙烷）而廣為流行。雖然氟烷自1980年代起已被更新的藥劑取代，但由於其成本較低，在開發中國家仍受廣泛使用。

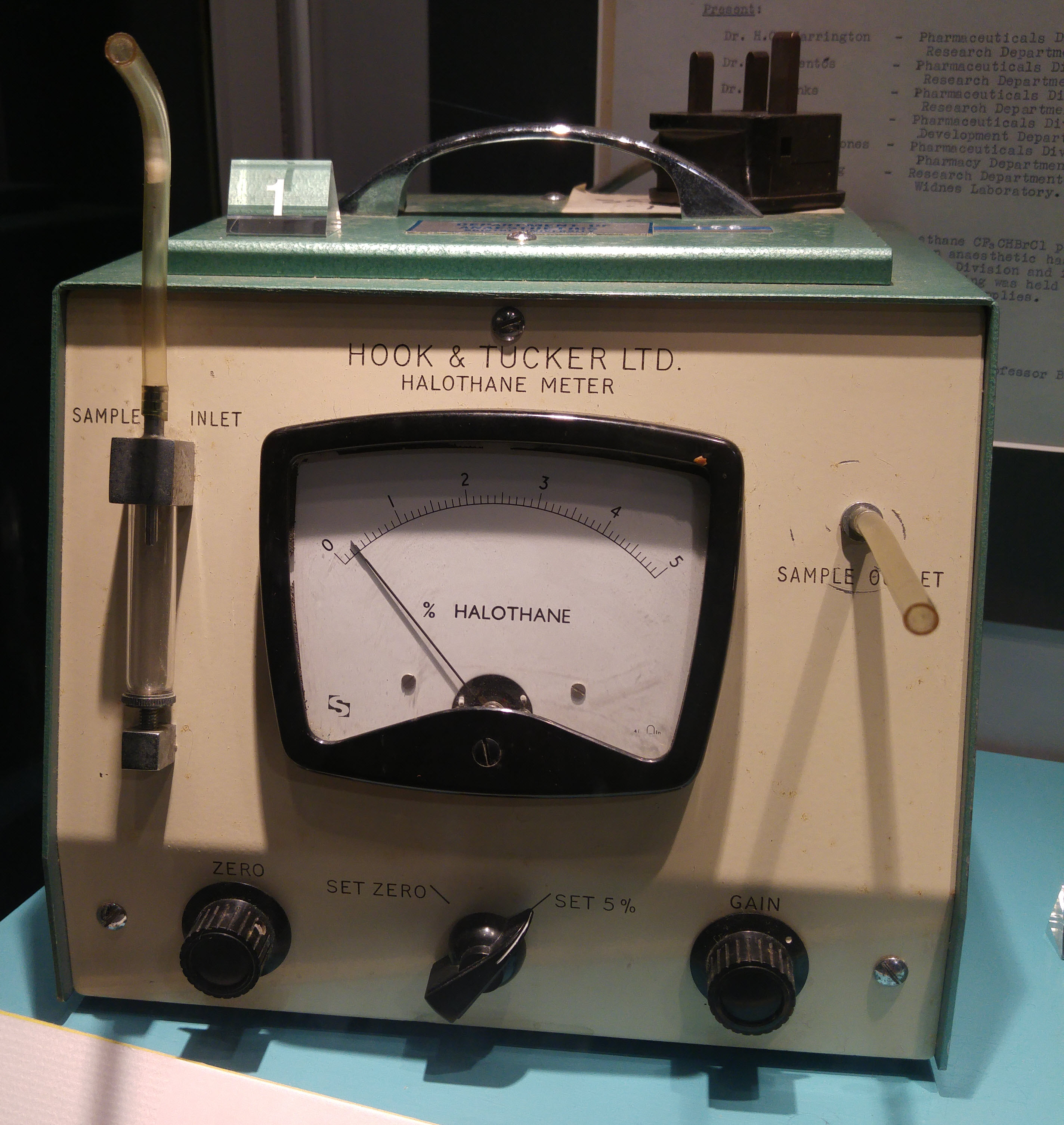
用於測量麻醉過程中吸入氣體裡氟烷濃度的儀器。

氟烷自1956年問世起到1980年代之前，曾應用於全球眾多的患者身上。其副作用有在高濃度時的心臟抑制、對兒茶酚胺類（如正腎上腺素）的心臟敏感性以及強烈的支氣管鬆弛作用。氟烷對呼吸道缺乏刺激性，使其成為小兒麻醉中常用的吸入誘導劑。它在已開發國家中已被更新的麻醉藥如七氟醚取代。氟烷目前已不在美國販售。

## 社會與文化

### 供應
氟烷已列入世界衛生組織基本藥物標準清單之中。藥物以揮發性液體的形式提供，容器有30、50、200和250毫升的形式，但在許多已開發國家中已由更新的藥劑取代。
氟烷是唯一含有溴的吸入性麻醉藥，使其具有放射密度不易穿透的特性（X射線不透光性）。它是既無色且氣味宜人的液體，但在光照下會不穩定，因此會包裝在深色瓶中，並含0.01%的百里酚作為穩定劑。

### 溫室氣體
氟烷有共價鍵合的氟原子，在大氣窗口（能夠穿透地球大氣層的電磁波頻段）中具吸收作用，因此是種溫室氣體。但由於其在大氣中的壽命較短（估計僅為一年），效力遠低於許多碳氟化合物（如氯氟烴和溴氟烴的壽命超過100年）。雖然氟烷的壽命短，但其全球暖化潛勢仍是二氧化碳的47倍。據信氟烷對全球暖化的程度微不足道。

### 臭氧層破壞
氟烷是一種會破壞臭氧層的物質，其臭氧層破壞潛勢 (ODP) 為1.56，估計它對平流層臭氧層造成破壞的佔比為1%。